# Велп (Гелдерланд)
Велп (нід. Velp) — місто в нідерландській провінції Гелдерланд. Входить до муніципалітету Реден.
До 1818 року мало статус окремого муніципалітету.

## Галерея

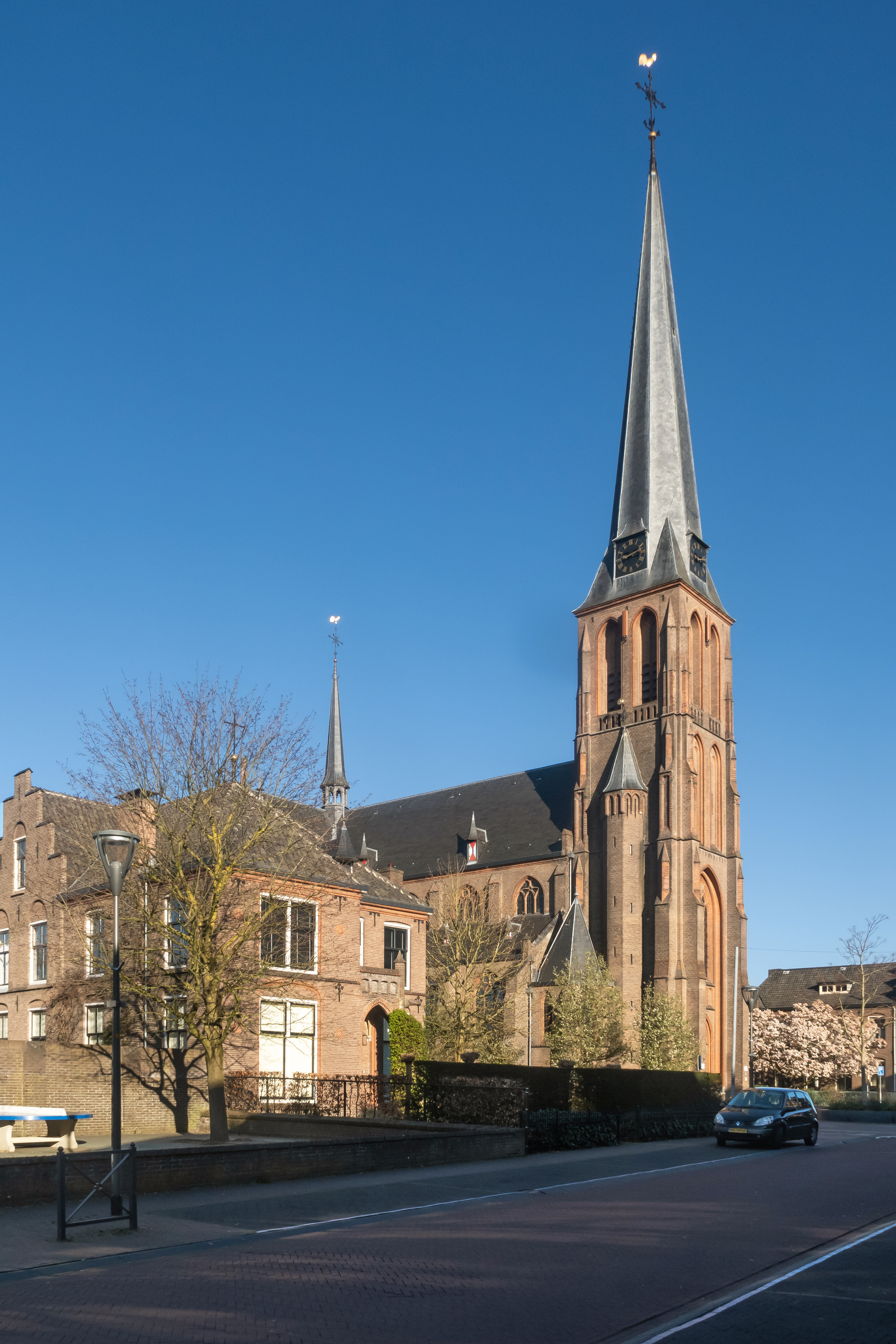
Церква
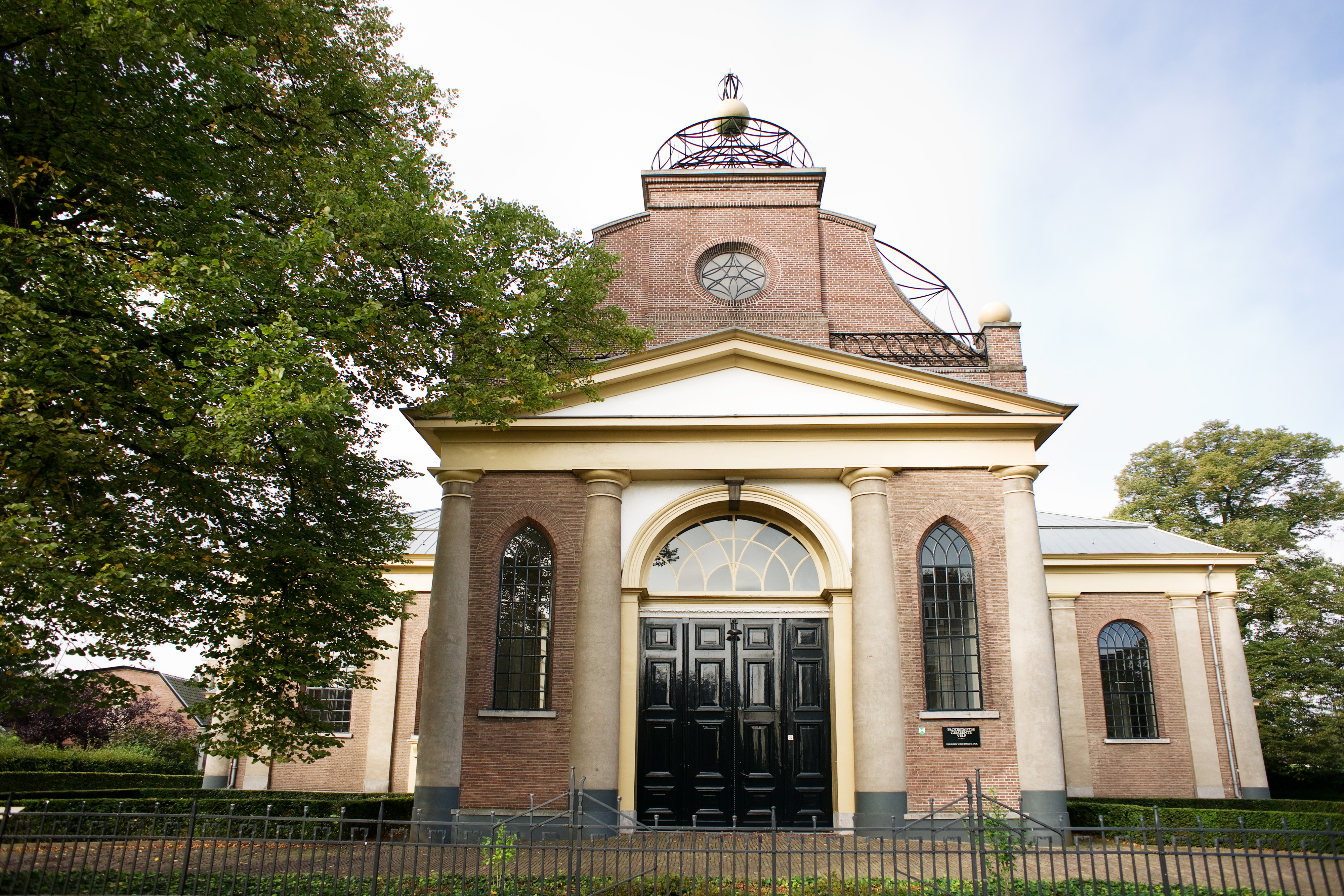
Нова церква, збудована 1841
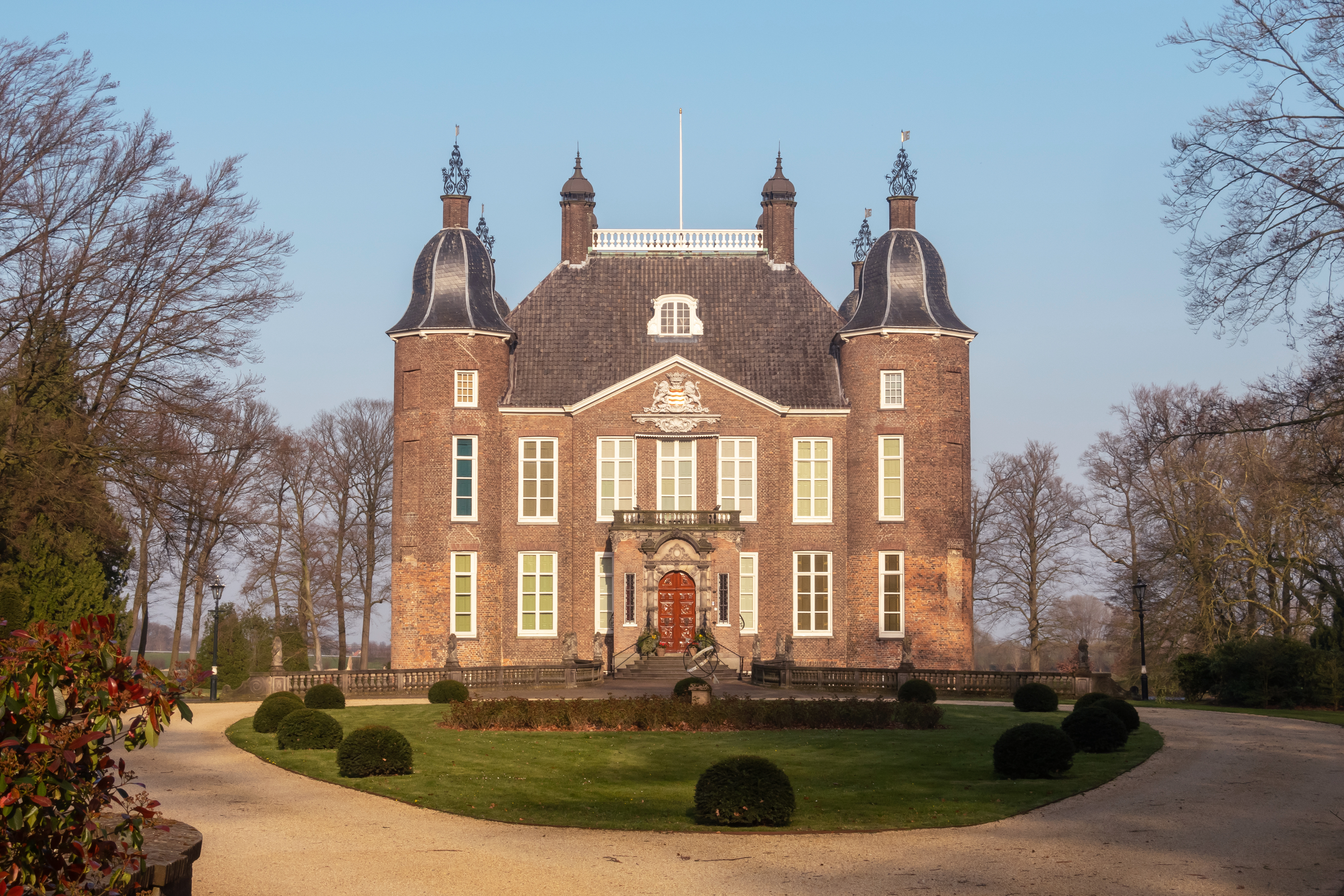
Палац
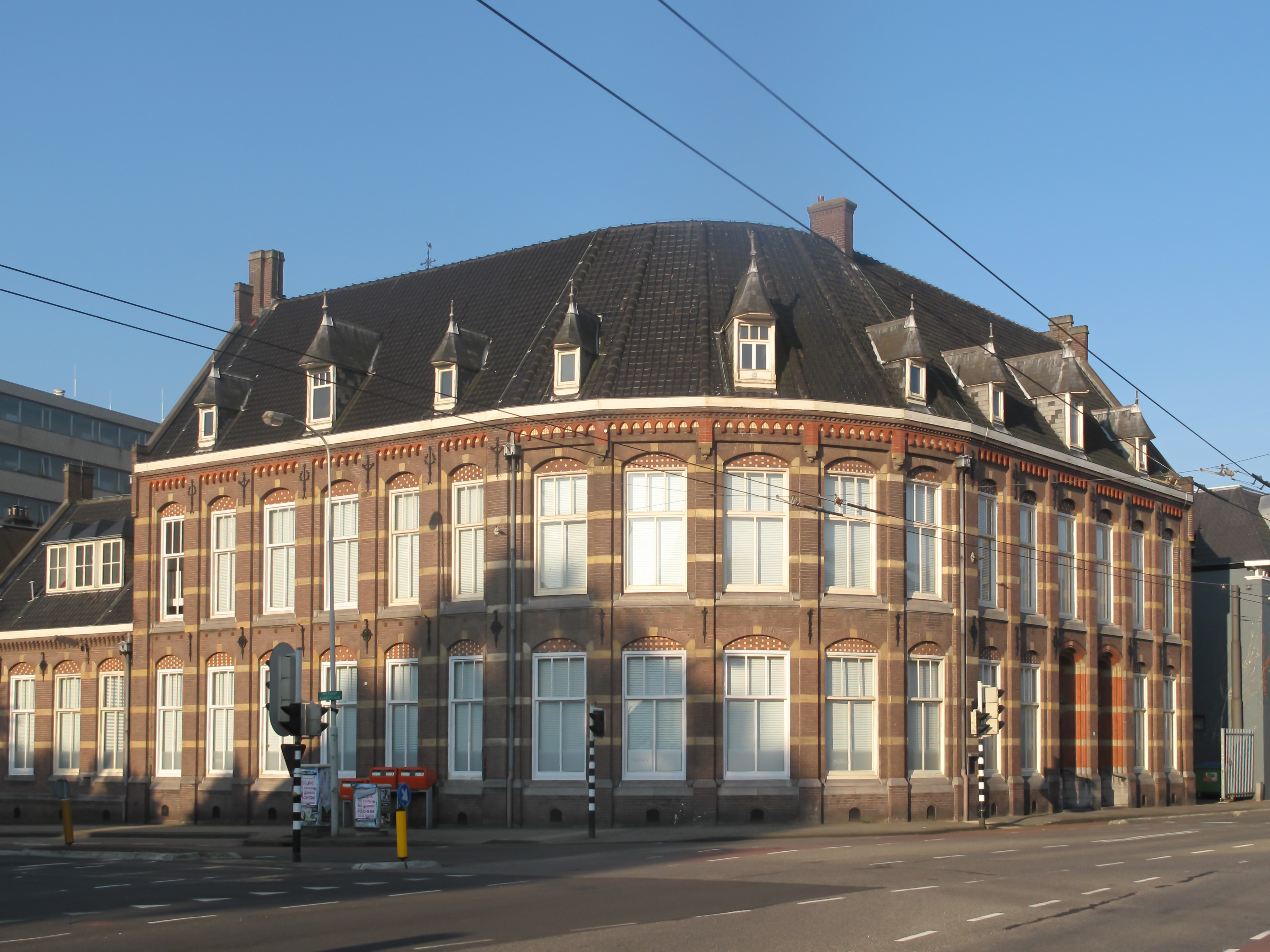
Офісна будівля
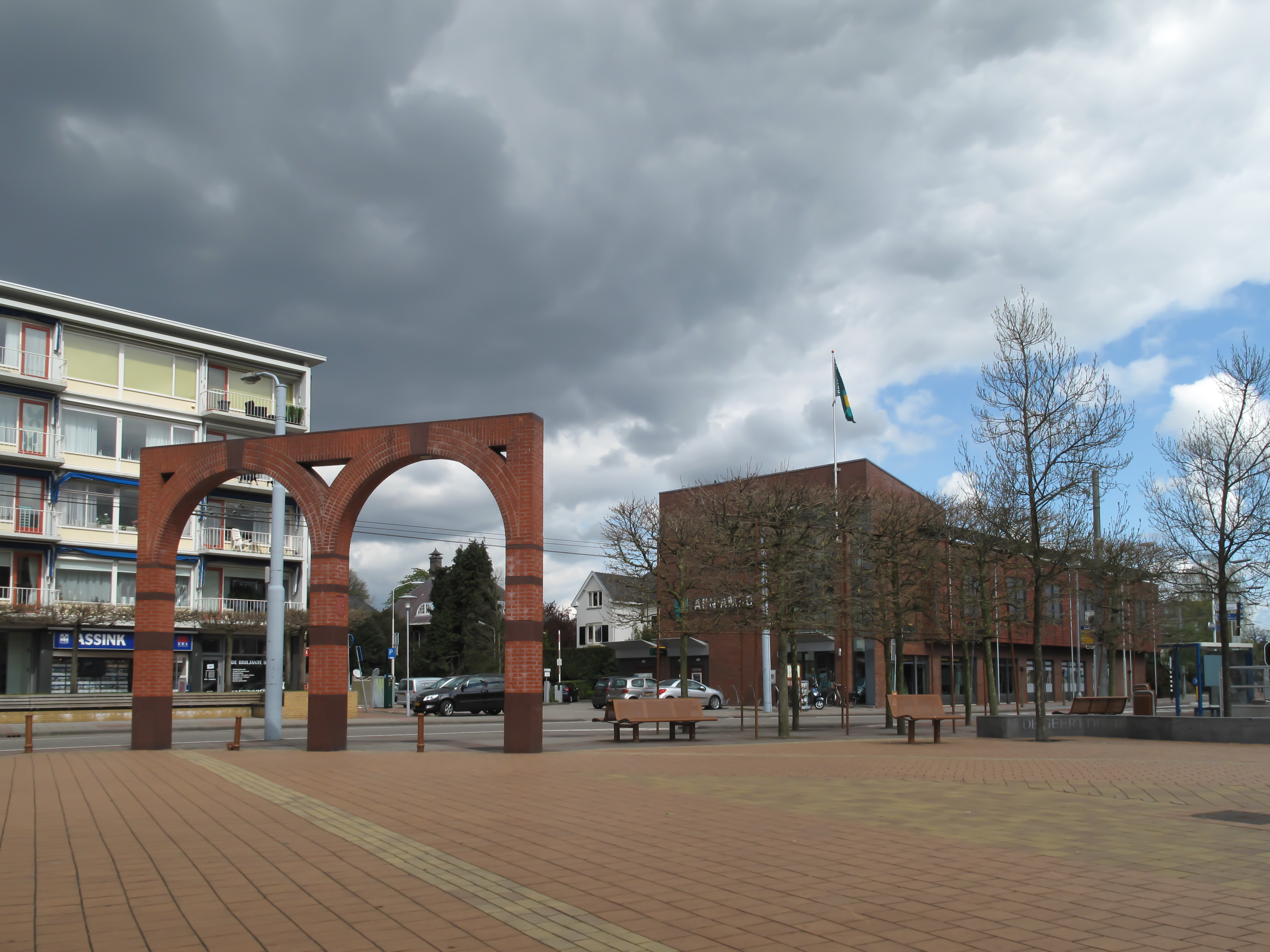
Вулична панорама